# Lluís Bonet i Garí
Lluís Bonet i Garí (Sant Miquel del Cros, Argentona, 5 de agosto de 1893-Barcelona, 30 de enero de 1993) fue un arquitecto español.

## Biografía

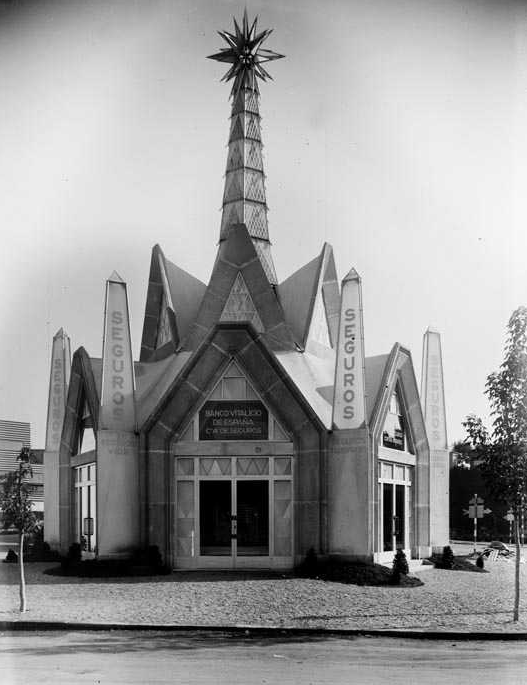
Pabellón del Banco Vitalicio de España para la Exposición Internacional de Barcelona de 1929.

Era hijo de Miquel Bonet i Amigó, catedrático de Química Orgánica de la Universidad de Barcelona. Su tío materno, Josep Garí, era primo segundo de Josep Puig i Cadafalch, al que encargó la reforma de su casa estival del Cros (Argentona), en 1898; esta obra impresionó al pequeño Lluís, lo que le decantaría hacia el oficio arquitectónico.
Estudió en la Escuela de Arquitectura de Barcelona, donde se tituló en 1918. Durante sus años de estudiante se formó junto a Puig i Cadafalch, y asistió a la Academia Galí. También asistió con asiduidad desde 1914 al taller de Antoni Gaudí, junto a otros estudiantes de arquitectura de su generación, como Joan Bergós, Cèsar Martinell e Isidre Puig i Boada. Una vez obtenido el título de arquitecto formó un estudio con Joan Bergós, Antoni Puig i Gairalt, Albert Carbó y el escultor Rafael Solanic. Entró a trabajar en el Servicio de Catalogación de Monumentos de la Mancomunidad de Cataluña y, por mediación de Puig i Cadafalch, fue nombrado arquitecto municipal de Castelltersol.
Sus primeras obras, entre 1918 y 1936, se adscribieron al novecentismo, la corriente de moda que sucedió al modernismo. Su primer encargo, una oficina bancaria para la sociedad Arnús Garí, en el paseo de Gracia número 9, le llegó a través de la familia. En Castelltersol se ocupó de la red de saneamiento, la urbanización de la plaza Prat de la Riba, la construcción de las nuevas escuelas y de un monumento dedicado al primer presidente de la Mancomunidad, Prat de la Riba. En Argentona sustituyó a Puig i Cadafalch al frente de las obras de la masovería del Cros, la finca de veraneo de los Garí, donde diseñó el jardín y la capilla, de estilo gaudiniano. También empezó su labor en el terreno de la arquitectura religiosa, una de sus especialidades, con unos proyectos para la iglesia de Castellfollit de Riubregós y el campanario de Santa Madrona en Barcelona.
En los años 1920 construyó dos interesantes edificios residenciales en Barcelona: la casa Riudor (calle Marià Cubí 13, 1926) y la casa Salvat (calle del Consejo de Ciento 486, 1928), donde mezcló elementos de la arquitectura tradicional y del Renacimiento italiano. Para la Exposición Internacional de Barcelona de 1929 construyó el pabellón del Banco Vitalicio de España, con un original diseño arquitectónico, donde destacaba una decoración que semejaba palmeras tropicales y una cúpula rematada por una estrella.
En los primeros años 1930 aunó el novecentismo con la arquitectura tradicional catalana, como se denota en obras como un chalet en Vilasar de Mar, la casa Bonet-Godó en Teyá, la casa Carreras Patxot en Pedralbes, el Hotel Prudenci en Tona, el edificio de la avenida Diagonal 407 en Barcelona y la casa Maria Darna en Pedralbes. En cambio, el edificio de la discográfica Polydor en San Adrián de Besós —hoy día casa consistorial— tenía un sello más racionalista, por influencia del arquitecto alemán K. Räger.

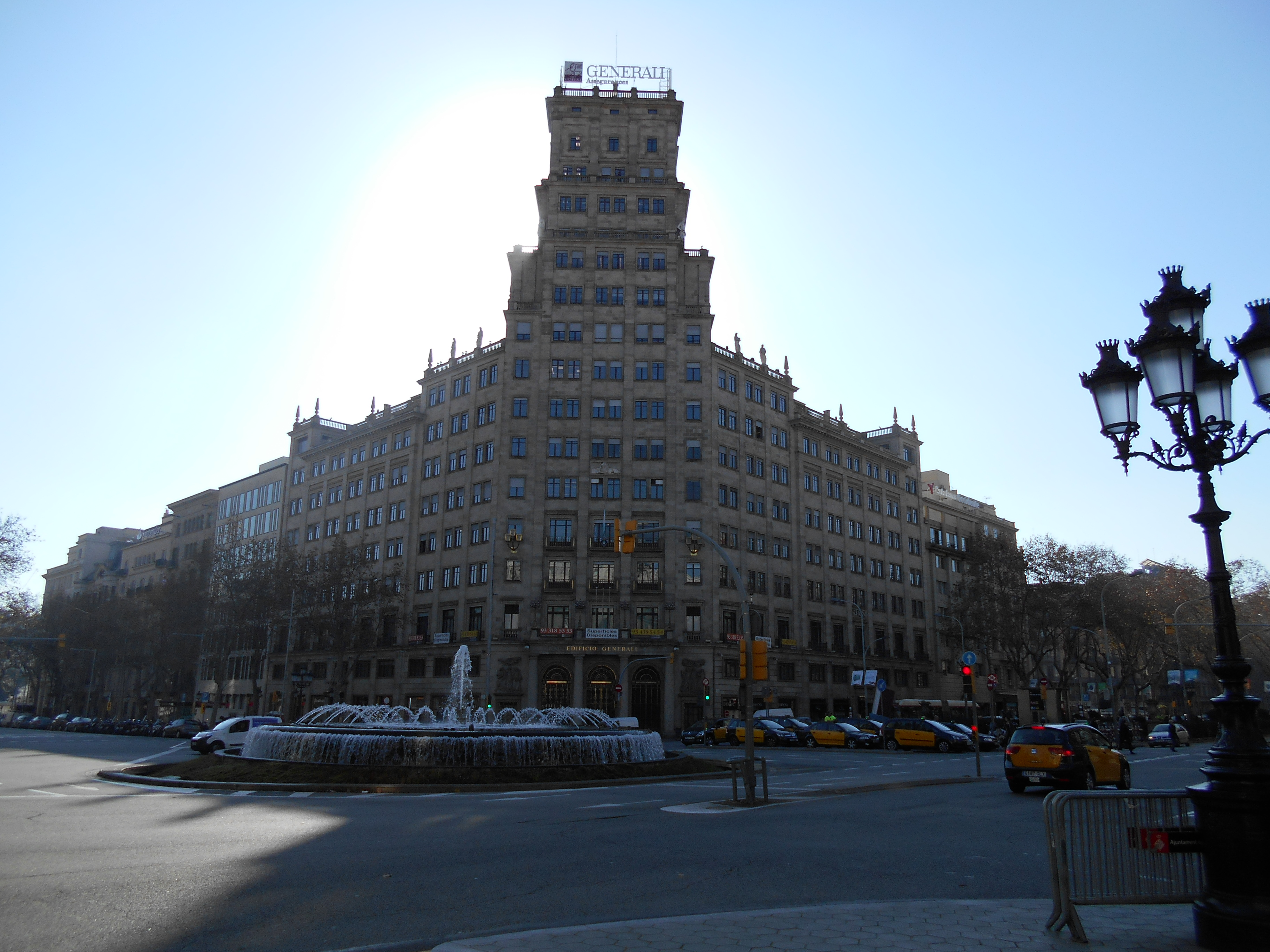
Banco Vitalicio, Barcelona.

Desde 1930 construyó una serie de edificios para el Banco Vitalicio de España —uno de cuyos directivos era su tío, Josep Garí—, que se convertiría en uno de sus mejores clientes: ese año edificó la sede de la entidad en Valencia, donde destaca la decoración neoclásica y una cúpula elaborada con cerámica valenciana; le siguió el edificio de Madrid, en la calle de Alcalá, donde aúna clasicismo y racionalismo; a continuación vino la sede de Tarragona, con influencia de la arquitectura alemana, visible en la torre con reloj situada en el ángulo del edificio; y, por último, la de Barcelona (paseo de Gracia 11 esquina Gran Vía de las Cortes Catalanas 632), una de sus obras más notables, proyectada antes de la Guerra Civil pero construida ya en los años 1940 (1942-1950), una obra monumental con una profusa decoración escultórica en la fachada, obra de Enric Monjo, Vicenç Navarro, Llucià Oslé, Miquel Oslé y Joaquim Ros i Bofarull.
Otra gran obra que se prolongó desde 1930 hasta 1980 fue la de las Cavas Codorniu en San Sadurní de Noya, donde también sucedió a Puig i Cadafalch. Situada en una parcela de 6 hectáreas, restauró las antiguas oficinas y proyectó los talleres, el patio de entrada, la plaza de la finca y los jardines, así como la capilla de la Sagrada Familia y las nuevas bodegas de Arcs y Baix. Al inicio de la Guerra Civil intervino en varios proyectos de escuelas por encargo del Sindicato de Arquitectos, pero en junio de 1937 se afincó en Sevilla, donde trabajó un tiempo de cajero. En 1938 ganó el segundo premio en el concurso de proyectos de la Central de Bomberos de Valladolid, y restauró el teatro López de Ayala de Badajoz.

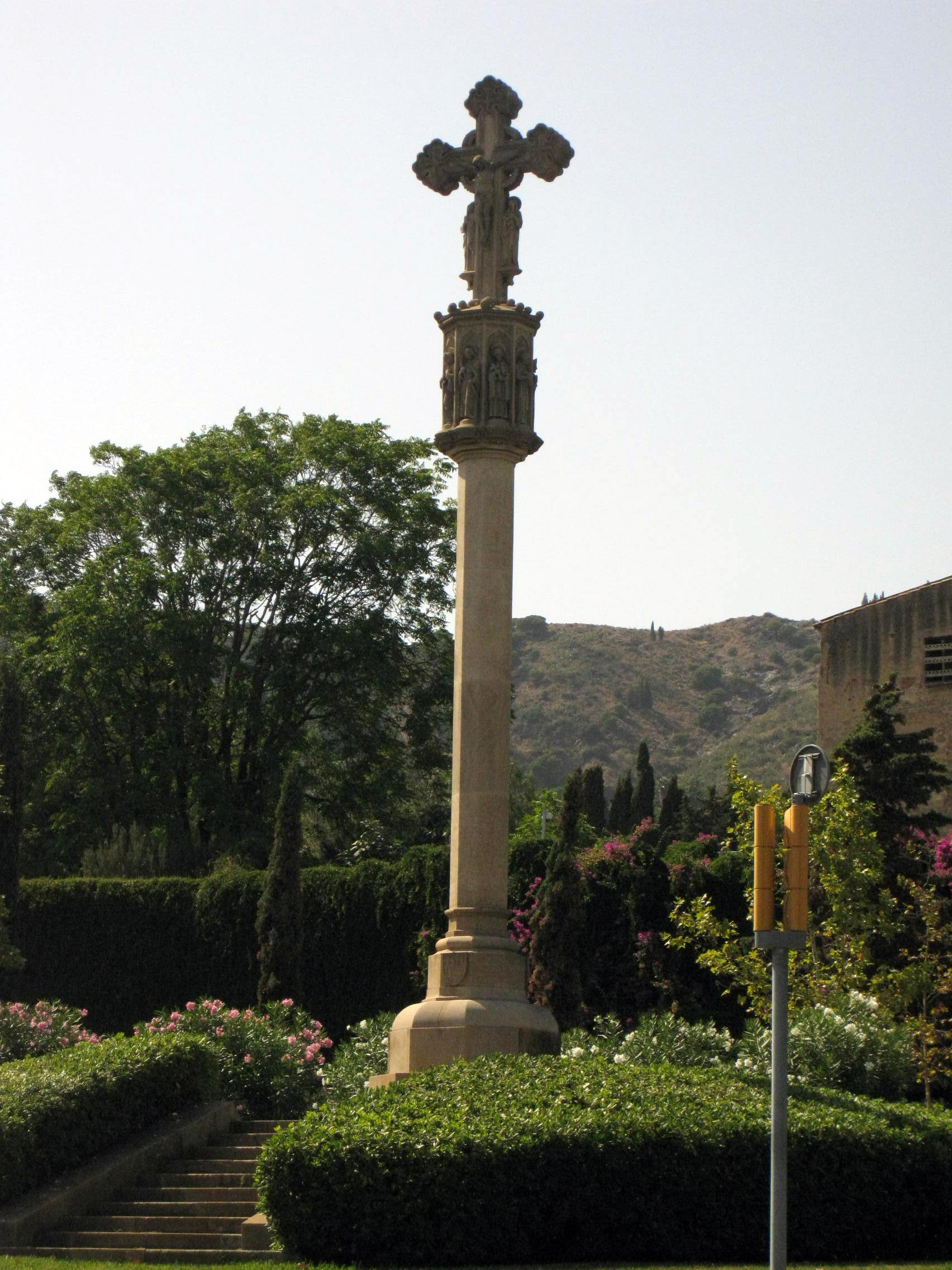
Cruz de Pedralbes, Barcelona.

En 1939 regresó a Barcelona y, entre los años 1940 y 1950, entró en una fase que se podría denominar de madurez dentro de su trayectoria. En 1940 realizó el edificio Singer en la calle Fontanella de Barcelona, que aún denota la influencia del racionalismo, al tiempo que recibió el encargo del nuevo Seminario de Vich y ganó el concurso para el presbiterio de la catedral del Espíritu Santo de Tarrasa, junto al pintor Antoni Vila Arrufat y el escultor Enric Monjo.
En 1940 restauró la iglesia parroquial de San Cristóbal de Premiá de Mar, y construyó de nueva planta la iglesia de la Santísima Trinidad de Sabadell. Fue autor también del tabernáculo de la iglesia de San Vicente de Sarriá, con pinturas murales de Josep Obiols.

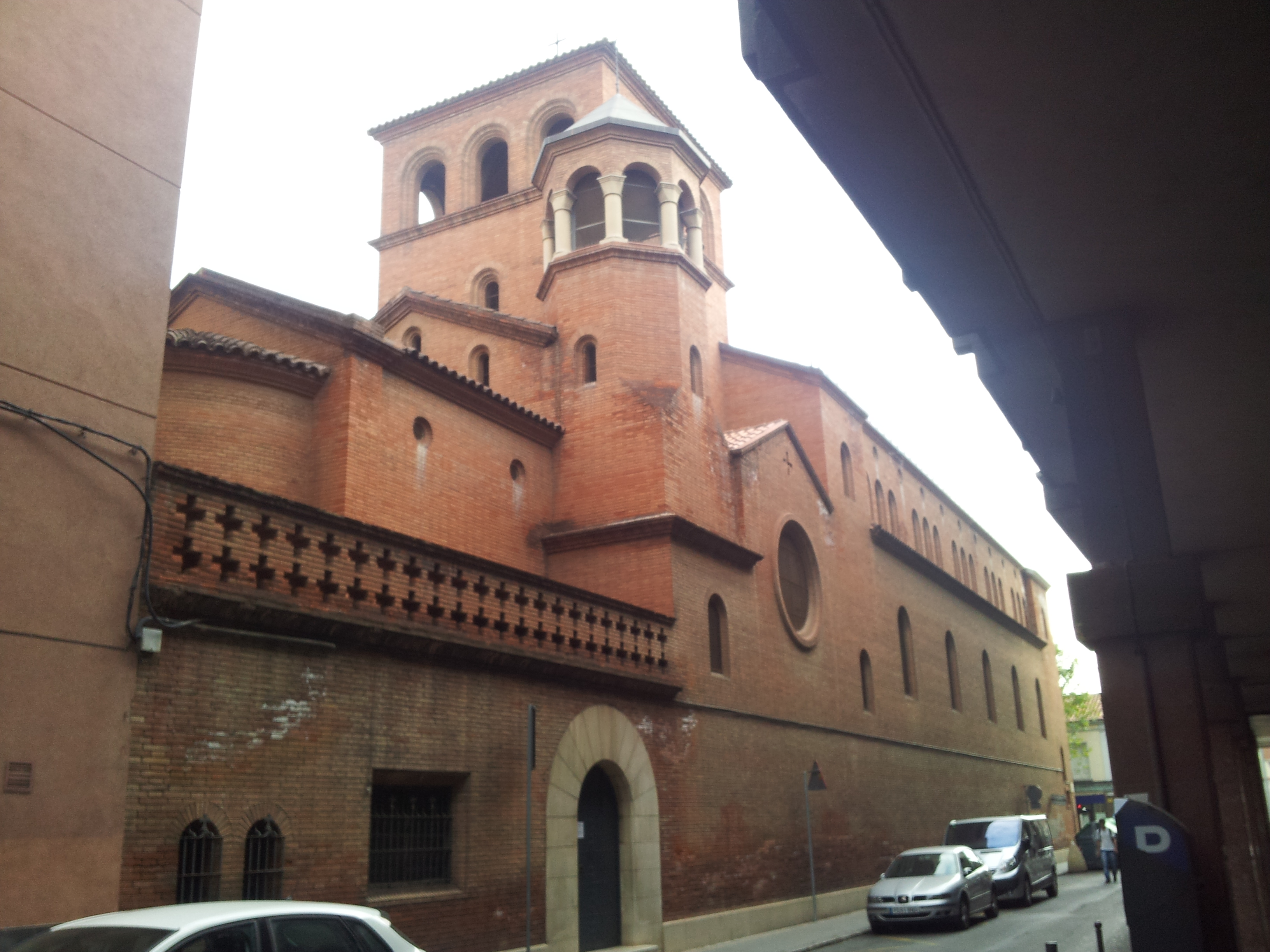
Iglesia de la Santísima Trinidad, Sabadell.

En 1942 ganó el concurso para la construcción de la sede del Instituto Nacional de Previsión, en la calle Balmes esquina Gran Vía, en Barcelona. Ese año construyó también la casa Millet en Ametlla del Vallés y recibió el encargo de reconstruir nada más y nada menos que todo un pueblo, el de Pals en el Ampurdán. En 1946 diseñó también la cruz de Pedralbes, situada en la plaza frente al monasterio homónimo. Otras obras en esos años fueron: la casa de seguros Sud-América, las sedes de Banco Vitalicio en Gerona, Lérida, Las Palmas y Sevilla, así como varios edificios de viviendas en Barcelona.
De los años 1950 destacan realizaciones como: la sede del Banco de Sabadell, la iglesia de la Purísima también en Sabadell, el convento de las Clarisas en Mataró, las bodegas Raymat en Cervelló, la residencia de Pere Sensat en Llinars del Vallés, el santuario de Puiggraciós o el edificio Rivière en la ronda de San Pedro de Barcelona.
En 1962 entró a formar parte del equipo de arquitectos que continuó las obras del templo gaudiniano de la Sagrada Familia, en colaboración con Isidre Puig i Boada y Francesc Quintana, con quienes construyó la nueva fachada de la Pasión; entre 1974 y 1983 fue director de las obras del templo. Desde esa fecha y hasta el cese de su actividad en 1982 se enmarcó en un período marcado por el retorno a sus raíces, donde sería primordial la influencia gaudiniana. Al margen de su labor en la Sagrada Familia, en 1962 proyectó el casal de Espluga de Francolí y, posteriormente, intervino en la restauración del monasterio de Poblet y restauró diversas masías en Foixá, Llinars del Vallés y Cabrils. En 1966 reformó la Torre de la Creu en San Juan Despí, obra de Josep Maria Jujol. Esos años se ocupó también de recopilar información sobre las masías catalanas, trabajo que se plasmó en su obra Las masías del Maresme (1982). Ese año de 1982 una insuficiencia cardíaca le obligó a dejar su actividad profesional, aunque por un tiempo siguió el desarrollo de las obras de la Sagrada Familia.
Durante el franquismo fue un difusor de la cultura catalana, y realizó en su casa varias sesiones del Instituto de Estudios Catalanes (1941-1959). Fue padre del también arquitecto Jordi Bonet i Armengol, que como él fue director de las obras de la Sagrada Familia, y de Lluís Bonet i Armengol, párroco de la Sagrada Familia, así como tío del ceramista y escultor Jordi Bonet i Godó.